# Vuelo 863 de Trans International Airlines
El vuelo 863 de Trans International Airlines fue un vuelo de reposicionamiento desde el Aeropuerto internacional John F. Kennedy en la ciudad de Nueva York hasta el Aeropuerto Internacional de Washington-Dulles. El 8 de septiembre de 1970, el Douglas DC-8 (registro N4863T) se estrelló durante el despegue de la pista 13R de JFK. Ninguno de los 11 ocupantes, que eran todos miembros de la tripulación, sobrevivió.

## Aeronave y tripulación
La aeronave involucrada era un Douglas DC-8-63CF, construido en 1968. Estaba propulsado por cuatro motores Pratt and Whitney JT3D-7. Tenía 7.878 horas y cinco minutos de vuelo y un año y 9 meses de antigüedad en el momento del accidente.
El capitán era Joseph John May, de 49 años, que tenía 22.300 horas de vuelo, incluidas 7100 horas en el DC-8. Otros pilotos de TIA se referían a él como «Ron». El primer oficial fue John Donald Loeffler, de 47 años, que tenía 15.775 horas de vuelo, incluidas 4.750 horas en el DC-8. El ingeniero de vuelo era Donald Kenneth Neely, de 42 años, que tenía 10.000 horas de vuelo, incluidas 3.500 horas en el DC-8. También había ocho asistentes de vuelo a bordo.

## Accidente
A las 16:04, el avión fue autorizado para despegar de la pista 13R. El recorrido de despegue comenzó un minuto después, a las 16:05. El despegue fue inusualmente lento, con una rotación de 1.550 pies (470 m) por la pista. Debido a la lenta rotación, se produjo un golpe de cola y se deslizó en la pista por 1.250 pies (380 m). La grabadora de voz de cabina (CVR) grabó el sonido del golpe de cola.
A las 16:05:35, el capitán May dijo: «quítemoslo», y el primer oficial Loeffler respondió: «no puedo controlar esto Ron». El avión despegó a 2.800 pies (850 m) por la pista. 1–2 segundos después del despegue, el agitador se activó, advirtiendo a la tripulación de vuelo que el avión estaba en peligro de estancarse. El avión se inclinó 60-90 grados hacia arriba, elevándose solo 300–500 pies (91–152 m) pies sobre el suelo. Luego, la aeronave rodó 20 grados hacia la derecha, luego bruscamente hacia la izquierda y se detuvo en posición vertical. El avión se estrelló contra el suelo a las 16:05:52. El avión explotó y estalló en llamas en el impacto, matando a la tripulación.

## Investigación
La Junta Nacional de Seguridad del Transporte (NTSB) investigó el accidente. El accidente fue denominado como »no sobrevivible».  Mientras examinaban los restos, los investigadores descubrieron un objeto extraño alojado entre el elevador derecho y el estabilizador horizontal derecho. El NTSB determinó que esto atascó el elevador y causó la pérdida del control de cabeceo, pero no pudo determinar cómo se alojó el objeto entre las dos superficies, aunque un escenario indicaba que el objeto fue volado por la estela del avión que despegó antes del vuelo 863. 
La NTSB publicó su informe final el 18 de agosto de 1971, con la sección de «causa probable» que indica:
«La Junta determina que la causa probable de este accidente fue una pérdida de control de cabeceo causada por el atrapamiento de un objeto puntiagudo cubierto de asfalto entre el borde delantero del elevador derecho y la puerta de acceso a la red del mástil horizontal derecho en la parte de popa del estabilizador. La restricción al movimiento del elevador, causada por una condición altamente inusual y desconocida, no fue detectada por la tripulación a tiempo para rechazar el despegue con éxito. Sin embargo, una aparente falta de capacidad de respuesta de la tripulación ante una situación de emergencia altamente inusual, junto con la falla del capitán para monitorear adecuadamente el despegue, contribuyeron al fracaso para rechazar el despegue!.

## Consecuencias
Después del accidente, la Administración Federal de Aviación (FAA) instituyó nuevos mínimos entre las aeronaves en línea para el despegue.